# Józef Larysz
Józef Larysz (ur. 16 marca 1942 w Pszczynie, zm. 7 marca 1983 tamże) – polski działacz opozycji demokratycznej w okresie PRL, przewodniczący Komisji Zakładowej NSZZ „Solidarność” w zakładach „Elwro” w Pszczynie.

## Życiorys
W 1967 roku ukończył Technikum Mechaniczno-Elektryczne w Bielsku-Białej.  
Od 1967 pracował w  Zakładach Produkcji Urządzeń Mechanicznych „Elwo” w Pszczynie (najpierw jako konstruktor, a następnie specjalista ds. elektrycznych).
W latach 1963–1981 był członkiem Polskiej Zjednoczonej Partii Robotniczej (19 listopada 1981 złożył legitymację). Był zwolennikiem demokratyzacji PZPR, ograniczenia jej roli w zakładach pracy i współpracy partii z NSZZ „Solidarność”. 
Od października 1980 był członkiem NSZZ „Solidarność” i przewodniczącym Zakładowego Komitetu Założycielskiego. Od grudnia 1980 był wiceprzewodniczącym  Komitetu Zakładowego. Jednocześnie kierował delegaturą MKR-Komitet Założycielski Jastrzębie w Pszczynie. Od 1 listopada 1981 przewodniczący Międzyzakładowej Komisji Koordynacyjnej, a od 17 listopada 1981 przewodniczący Komitetu Zakładowego NSZZ „Solidarność”. 
Od 15 grudnia 1981 do 20 stycznia 1982 był internowany w Ośrodku Odosobnienia w Zabrzu-Zaborzu. Po zwolnieniu z internowania był wielokrotnie przesłuchiwany przez SB. Zmarł 7 marca 1983 roku na zawał serca po kolejnym przesłuchaniu w Komendzie Wojewódzkiej MO w Katowicach (Instytut Pamięci Narodowej uznał go ofiarą stanu wojennego). 

## Upamiętnienie
13 stycznia 2011 roku, Józef Larysz został upamiętniony obeliskiem, usytuowanym w pobliżu ronda jego imienia w Pszczynie.